# Mekorama
Mekorama es un videojuego de lógica desarrollado por el desarrollador independiente Martin Magni. Los jugadores controlan el movimiento de un robot a través de caminos y varios obstáculos para llegar al final de un nivel tocando o haciendo clic en la pantalla. El juego cuenta con una herramienta de edición de niveles, donde los jugadores pueden crear niveles personalizados y compartirlos en línea. El juego se lanzó inicialmente para iOS y Android en 2016 y luego fue portado a Nintendo Switch, PlayStation 4, PlayStation Vita y Xbox One en 2020.
Mekorama fue creado por el desarrollador independiente Martin Magni durante 17 meses y se inspiró en Monument Valley y Captain Toad: Treasure Tracker. Mekorama recibió críticas generalmente favorables, y los críticos elogiaron su modelo de marketing paga lo que quieras y su función de edición de niveles, pero notaron inconvenientes con la jugabilidad. El juego ganó la Mención de Honor del Jurado en la 13ª edición de los International Mobile Gaming Awards.

## Jugabilidad
En Mekorama, el jugador controla un robot navegando a través de caminos y obstáculos para llegar al final de un nivel, descrito como "dioramas mecánicos". Los jugadores pueden tocar para controlar dónde se mueve el personaje del jugador, pellizcar la pantalla para acercar y alejar, y deslizar la pantalla para mostrar diferentes ángulos del diorama. Cada nivel implementa varias mecánicas de juego, como la capacidad de hacer girar engranajes y deslizar bloques y plataformas.
Además de los 120 niveles integrados, el juego ofrece una herramienta de edición de niveles que permite a los jugadores crear y compartir sus niveles en línea. Los jugadores pueden acceder a niveles generados por el usuario escaneando un código QR que aparece en sus respectivas tarjetas de nivel. El juego también incluye un sistema de pistas, al que se puede acceder pagando compras dentro de la aplicación.

## Desarrollo
Mekorama fue desarrollado por Martin Magni, un desarrollador de juegos independiente con sede en Suecia. Diseñó y programó el juego durante 17 meses. En una entrevista, Magni declaró que el juego comenzó en desarrollo como una "combinación de Minecraft y GTA", analizando "una enorme generada procedimentalmente ciudades construidas enteramente a partir de bloques", y se inspiró en Monument Valley y Captain Toad: Treasure Tracker. Mekorama utiliza el movimiento animación secundaria, que permite al personaje del jugador moverse de manera más realista.
Mekorama se lanzó para iOS y Android el 15 de mayo de 2016. El 8 de noviembre de 2016 se lanzó una versión de realidad virtual del juego para Android que admite Google Daydream auriculares de realidad virtual. En 2020, Rainy Frog anunció los ports para Nintendo Switch, PlayStation 4, PlayStation Vita y Xbox One; el juego se lanzó para esas plataformas el 26 de marzo de 2020.

## Recepción
El juego recibió críticas "generalmente favorables", según el agregador de reseñas Metacritic. Los críticos elogiaron la animación del juego, la función edición de niveles y la estructura de marketing pero criticó su incómoda presentación y mecánica de juego. TouchArcade incluyó a Mekorama como uno de los mejores juegos móviles de 2016. El juego ganó la Mención de Honor del Jurado en la 13ª edición de los International Mobile Gaming Awards.
Lian Amaris de Gamezebo elogió el juego por su diseño y escribió que está "elaborado por expertos". Elogió la implementación de la animación secundaria en el juego a través del movimiento del personaje del jugador como "reflexiva" e "idiosincrásica", y encontró que la función de edición de niveles era "inspiradora", al tiempo que señaló "lo desafiante que puede ser la creación de rompecabezas". Amaris también vio positivamente el modelo de marketing paga lo que quieras del juego y escribió que es "uno de los mejores" y "más justos" que ha visto.
Chris Carter de TouchArcade elogió la función de edición de niveles del juego, describiéndola como "bastante ingeniosa" y favoreció el esquema de marketing "refrescante" del juego. Harry Slater de Pocket Gamer comparó Mekorama con Monument Valley, y escribió que si bien ofrece más contenido que este último, Encontró que algunas de sus mecánicas de juego eran "francamente frustrantes". Slater agregó que el sistema de cámara del juego se sentía "torpe" y criticó la presentación del juego, diciendo que "carece del ingenio" que hizo que "Monument Valley" fuera convincente. Ollie Reynolds de Nintendo Life pensó que el juego era "notablemente inteligente y encantador", aunque encontró "algunas peculiaridades" presentes en todo momento. Elogió los controles del juego por su simplicidad, pero encontró que el sistema de cámara era "frustrante a veces".